# Michel Pinon

Michel Pinon, passé chef de brigade en décembre 1796, commande le 15e régiment de dragons de l’armée d’Orient. 
Il est tué au cours de la conquête de la Haute-Égypte, atteint d'une balle qui le foudroya lors d'un assaut à la tête de son régiment au combat de Beni-Adin (à Benchadi) le 3 février 1799. Bonaparte le qualifia d’« officier du plus rare mérite ». Il donna au Fort de Quéné le nom de Fort Pinon.
Dans ces mémoires, Louis-Alexandre Berthier, futur Maréchal d'Empire, écrit à propos de la mort de chef d'escadron Pinon : 
« Combat de Bénéadi. Ce général (Davout) forme son infanterie en deux colonnes, l'une doit enlever le village, pendant que l'autre le tournera. Cette dernière était précédée par sa cavalerie, sous les ordres de Pinon, chef de brigade, distingué par ses talents ; mais, en passant près d'une maison, ce malheureux officier reçoit un coup de fusil, et tombe mort. Le général Davout le remplace par l’adjudant-chef Rabasse ».
Dans ses mémoires, Ida de St Elme mentionne avoir retrouvé sa sépulture dans les jardins d'un hôtel particulier du franc-quartier du Caire.